# Peace, Love and Pitbulls
Peace, Love and Pitbulls, également abrégé PLP, est un groupe de rock industriel néerlando-suédois, originaire d'Amsterdam. Les chansons du groupe sont chantées en anglais et orientée heavy metal et rock expérimental. Il est dissous en 1997.

## Biographie
Joakim Thåström, devenu célèbre dans les années 1970 et 1980 avec ses groupes Ebba Grön et Imperiet, quitte la Suède pour Amsterdam, aux Pays-Bas, où il travaille sur son projet Peace, Love and Pitbulls, qui est formé en 1992. Le groupe publie et enregistre son premier album studio, l'homonyme Peace Love and Pitbulls, cette même année. Il s'agit en réalité d'un album solo de Thåström.
Aux débuts du groupe, Thåström est rejoint par le programmeur Nick Hell, le guitariste et bassiste Nicklas Sporrong, et le guitariste Peter Puders, mais cette formation n'est que de courte durée,.
Leur deuxième album, Red Sonic Underwear, est bien accueilli par certains cercles underground, mais ne se vend pas beaucoup à cause d'un style musical encore trop marginalisé. Puders quitte le groupe avant la sortie du troisième album, PLP3, dans lequel les beats industriels sont remplacés par des synthétiseurs typés années 1980. Cet album attire bien plus l'intérêt que ses deux prédécesseurs. Cependant, le groupe se sépare avant même d'apercevoir un certain succès de leurs ventes. Pour Thåström, la période Peace, Love and Pitbulls l'a fait de nouveau aimer la musique. Le groupe se sépare en 1997.

## Influences
PLP est musicalement influencé par le groupe de musique industrielle allemand Einstürzende Neubauten. Un des groupes préférés de Joakim Thåström est le groupe de death metal suédois Entombed. Un groupe appelé Misery Loves Co. cite PLP comme influence.

## Membres
- Joakim Thåström - chant, échantillonneur (1992–1997)
- Niklas « Hell » Hellberg - samples, claviers, programmation (1992–1997)
- Richard Sporrong - guitare, basse (1992–1997)
- Peter Puders - chœurs, guitare (1993–1997)
- Mikael Wikman – batterie (1995–1996)
- Peter Damin – batterie (1997, en tournée)
- Anders « Gary » Wikström – guitare (1997, en tournée)

## Discographie

### Albums studio
- 1992 : Peace Love and Pitbulls (1993 en version internationale)
- 1994 : Red Sonic Underwear
- 1997 : 3

### Simples
- 1992 : (I'm the) Radio King Kong
- 1992 : Be My TV
- 1993 : Hitch Hike to Mars
- 1993 : Reverberation Nation
- 1994 : Animals
- 1997 : Caveman
- 1997 : Kemikal

### EP
- 1995 : Das neue konzept

## Vidéographie
- 1992 : Be My TV